# Farol
Farol este un oraș în Paraná (PR), Brazilia.